# トム・ブリスリン
トム・ブリスリン（Tom Brislin、1973年10月6日 - ）は、アメリカのキーボード奏者、作曲家、シンガー、音楽プロデューサー、作家である。

## 略歴
ブリスリンはニュージャージー州で音楽一家に生まれた。兄弟の末っ子である彼は最初に自宅でピアノを弾き、テレビ番組のテーマ曲を耳で覚えて練習した。その後、正式なレッスンを受けるようになる。彼が演奏できるようになる前、ブリスリンはアルバムのカバーを描いたり、曲のタイトルを考えたりしていた 。初期の影響は、1970年代のプログレッシブ・ロック・アルバムを演奏する彼の姉妹によってもたらされ、キーボード奏者のキース・エマーソンやリック・ウェイクマンを知らされることになった。1980年代には、デュラン・デュラン、ザ・ポリス、ジャズ・ミュージシャンのハービー・ハンコックの音楽からさらにインスピレーションを得た。
1991年にニュージャージー州サマーヴィルにあるイマクラタ高校を卒業。学校は彼を2016年に殿堂入りさせている。
ティーンエイジャーの間もさまざまなバンドに在籍し、ウィリアム・パターソン大学に通い、そこでユー・ワー・スパイラリング (You Were Spiraling)を結成した。
ブリスリンの最初のコンサート・ツアーは、1998年から2001年にかけて、ミートローフのピアニストとして行われた。1990年代、ブリスリンはユー・ワー・スパイラリングのメンバーも続けており、当初は「地元のミュージシャンの入れ替わりメンバー」で構成されていたが、最終的にはフルタイム・バンドとなった。2002年にブリスリンはグループを改編し、スパイラリング (Spiraling)に改名した。その後、デビュー・アルバム『Transmitter』が発表された。ブリスリンはこのグループで唯一のソングライターだった。バンドは、ゼイ・マイト・ビー・ジャイアンツ、ヴァイオレント・ファムズ、そしてOK Goのサポート・ツアーを行った。
ブリスリンは、2001年の「イエス・シンフォニック・ツアー」において、プログレッシブ・ロック・バンドであるイエスのツアー・キーボード奏者として雇われ、より高い評価を得ることとなった。彼はまた、ミートローフ、デボラ・ハリー、ルネッサンスとの仕事でも知られるようになっていった。ブリスリンは『30-Day Keyboard Workout』の著者であり、2001年から2014年まで『キーボード・マガジン』誌のライターを務めていた。
ブリスリンは、2012年にデビュー・ソロ・アルバム『ハリー・アップ・アンド スメル・ザ・ローゼズ』をリリースした。ブリスリンが「シネマティック・ポップ」と称するこのアルバムは、ブリスリンによって作曲、プロデュース、演奏、および録音がなされた。2013年、アルバムは日本でも「Powerpop Academy / Thistime Records」からリリースされた。アルバムのヴァイナル盤は、2013年末にPlane Groovyレーベルからリリースされた。
ブリスリンは、インドのチェンナイ郊外にある現代音楽大学の「Swarnabhoomi Academy of Music」で、2014年春期のピアノの教授に選ばれた。
2017年、ブリスリンは国際的なスーパーグループ、ザ・シー・ウィズインを共同で結成した。
2018年12月、カンサスは、ブリスリンがデヴィッド・マニオンの後任としてバンドに加わったと発表した。ブリスリンの任期は2019年2月に開始された。

## ディスコグラフィ

### ソロ・アルバム
- 『ハリー・アップ・アンド スメル・ザ・ローゼズ』 - Hurry Up and Smell the Roses (2012年)

### ソロ・シングル
- "When You Told Me Not To Go" (2010年)
- "Steppin' Out" (2011年)

### ユー・ワー・スパイラリング
- You Were Spiraling (1994年)
- Hello Recording Club (1997年)
- Delusions Of Grandeur (1999年)

### スパイラリング
- Transmitter (2002年)
- Challenging Stage (2004年) ※EP
- Live in New York City (2004年)
- "Do You Hear What I Hear?" (2005年) ※シングル
- Time Travel Made Easy (2008年)

### ミートローフ
- VH1: Storytellers (1999年) ※CD、DVD、VHS
- Is Nothing Sacred (1999年) ※シングル
- Couldn't Have Said It Better (2003年)

### パティ・ロスバーグ
- Candelabra Cadabra (2001年)
- Snow Is My Downfall (2002年) ※EP

### イエス
- 『マグニフィケイション』 - Magnification (2002年) ※リイシュー盤ボーナス・ディスク
- 『シンフォニック・ライヴ』 - Symphonic Live (2002年) ※DVD、VHS、CD

### カンサス
- 『ジ・アブセンス・オブ・プレゼンス』 - The Absence of Presence (2020年)
- 『ポイント・オブ・ノウ・リターン・ライヴ&ビヨンド〜「暗黒への曳航」アニヴァーサリー・ライヴ』 - Point of Know Return Live & Beyond (2021年)
- 『アナザー・フォーク・イン・ザ・ロード 結成50周年ベスト』 - Another Fork in the Road - 50 Years of Kansas (2022年)

### その他のアーティスト
- ダン・トーマス : Dan Thomas (2000年) ※EP
- キャメル : 『キャメル・フーティジ II』 - Footage II (2005年) ※DVD
- Tony Senatore : Holyland (2005年)
- Joshua Van Ness : DNA (2008年)
- ザ・シン : Big Sky (2009年)
- フランシス・ダナリー : There's a Whole New World Out There (2009年)
- ルネッサンス : 『ザ・ミスティック・アンド・ザ・ミューズ』 - The Mystic and The Muse (2010年) ※EP
- ザ・ティー・クラブ : Rabbit (2010年)
- キャメル : 『ジ・オープニング・フェアウェル』 - The Opening Farewell (2010年) ※DVD
- ジョシュ・ケリー : Georgia Clay (2011年)
- ザ・シン : Live Rosfest (2015年)
- アンダーソン/ストルト : 『インヴェンション・オヴ・ナレッジ』 – Invention of Knowledge (2016年)
- ザ・シー・ウィズイン : 『ザ・シー・ウィズイン』 - The Sea Within (2018年)